# (327) Columbia
(327) Columbia est un astéroïde de la ceinture principale découvert par Auguste Charlois le 22 mars 1892.